# Georges Polti
Georges Polti, fils d'Auguste et Sarah Hirsch, est un écrivain français né, le 15 décembre 1867, à Providence, aux États-Unis, mort à Paris, en juin 1946. 
Élève au lycée Rollin de Paris, il s'y lie au futur philosophe Louis Weber, au futur occultiste Papus et à Émile Gary avec qui il écrit La théorie des tempéraments et leur pratique en 1888.
Auteur de plusieurs ouvrages sur le théâtre comme Les 36 situations dramatiques et L'Art d'inventer des personnages, il se lie aussi au poète O.V.Milosz.
Il est le frère de l'architecte Julien Polti.

## Œuvres
- La théorie des tempéraments et leur pratique, avec Émile Gary, Paris: G. Carré, 1889.
- Les trente-six situations dramatiques, Paris, Mercure de France, 1895.
- Les Cuirs de bœuf : un miracle en XII vitraux, outre un prologue invectif, Paris, Mercure de France, 1899.
- Timidité de Shakespeare, Paris: Éditions de l'Humanité nouvelle, 1900.
- L'art d'inventer les personnages.  (ISBN 0-8998-4388-3)
- L'Éphèbe, roman achéen, 1913.
- Manuel de la volonté, Éditeur Montaigne, 1929.